# Beaujolais nouveau
El Beaujolais nouveau (en francés Beaujolais nuevo o joven, pronunciación: [bo.ʒɔ.lɛ nu.vo]) es un vino tinto realizado con uvas gamay producido en la región de Beaujolais de Francia. Es el más popular vin de primeur, fermentado durante solo unas pocas semanas y luego lanzado oficialmente al mercado el tercer jueves de noviembre. Este "Día del Beaujolais", o "Día del Beaujolais Nouveau" es objeto de un gran marketing por los productores, que compiten para conseguir colocar las primeras botellas de la cosecha en diferentes mercados.

## Características
Beaujolais nouveau es un vino de color rosa-púrpura que es particularmente ligero al ser un vino joven. El método de producción implica que haya muy poco tanino, y el vino puede verse dominado por los aromas afrutados, ester metílico de bananas y gotas de pera. Estos son subrayados por la frecuente recomendación de servir el vino ligeramente fresco, a aproximadamente 13 °C (55 °F).
Muchos críticos de vino critican a estos vinos "simples" o "inmaduros" comercializados como Beaujolais nouveau. La crítica de vino Karen MacNeil ha comparado beber Beaujolais nouveau con comer masa de galletas.
Se pretende que el Beaujolais nouveau se beba de forma inmediata, y en general no debe guardarse más de un año. Por otro lado, normalmente se beneficia de ser dejado unas semanas para recobrarse de los efectos del bottle-shock - y en el hemisferio norte el tiempo más adecuado para beberlo es la primavera y no el frío noviembre. Sin embargo, con esto realmente no se capta la idea de la "inmediatez" del Beaujolais nouveau, y los bebedores pacientes pueden comprar un vino AOC Beaujolais tradicional que se comercializan al año siguiente a precios inferiores sin la promoción exagerada del nouveau. Los vinos muestran variaciones definitivas entre cosechas: en lo peor los vinos comienzan a declinar después de Navidad, pero los vinos de un buen año pueden aún beberse bien doce meses más tarde.

## Producción

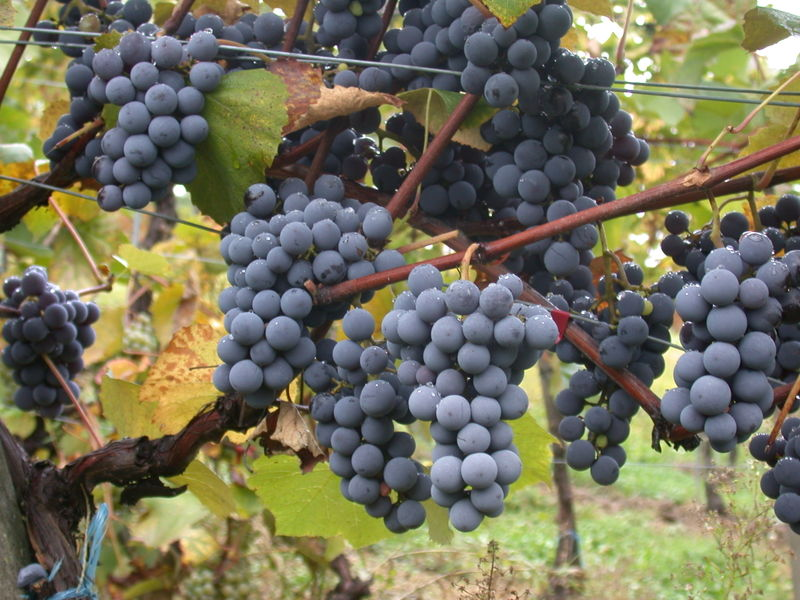
Variedad de uva gamay.

El Beaujolais nouveau se hace con uva gamay noir à jus blanc, más conocida como gamay. Las uvas deben venir de la AOC Beaujolais, excluyéndose las uvas de las denominaciones "cru" de Beaujolais. Por ley, todas las uvas de la región deben recogerse a mano. Esto ocurre así porque el Beaujolais se hace usando maceración carbónica, fermentación de toda la baya que enfatiza los aromas frutales sin extraer los taninos amargos de las pieles de las uvas. El vino está listo para beber en 6-8 semanas después de la cosecha.
Se produjeron 58 millones de botellas de Beaujolais nouveau en 2002, habiendo bajado a unos 50 millones de botellas en 2007 la mitad de ellas dedicadas a la exportación. Se calcula que estas cifras suponen casi la mitad del total de la producción de vino de la región. Los principales mercados son Alemania y Japón, seguidos por los Estados Unidos. La demanda en Francia se ha mantenido a lo largo de los años, pero en el extranjero han decrecido las ventas, especialmente en Japón.

## Historia
En la región de Beaujolais siempre se ha hecho un vin de l'année (vino joven) para celebrar el final de la vendimia, pero hasta después de la Segunda Guerra Mundial solo se consumió localmente. De hecho desde que se estableció la AOC Beaujolais en 1937, las reglas de la denominación de origen significaban que el vino de Beaujolais solo podía venderse oficialmente después del 15 de diciembre del año de la cosecha. Estas reglas se relajaron el 13 de noviembre de 1951, y la Unión Interprofessionnelle des Vins du Beaujolais (UIVB) formalmente estableció el 15 de noviembre como la fecha de comercialización de lo que en adelante se llamaría Beaujolais Nouveau. 
Unos pocos miembros del UIVB, en particular el négociant Georges Duboeuf, vio el potencial de mercado del Beaujolais Nouveau. No solo era una manera de librarse de mucho vin ordinaire con un buen beneficio, pero vender vinos dentro de las semanas siguientes a la cosecha era una buena ocasión para obtener liquidez. De ahí la idea de una carrera a París llevando las primeras botellas de la nueva añada. Esto atrajo la atención de los medios, y para los años 1970 se había convertido en un acontecimiento nacional. Las carreras se ampliaron a países vecinos de Europa en los años 1980, siguiéndole Norteamérica y, en los 1990, Asia. En 1985, la fecha se cambió al tercer jueves de noviembre para aprovechar el marketing del siguiente fin de semana.
Este "Día del Beaujolais Nouveau" es acompañado de eventos publicitarios y grandes anuncios. El eslogan tradicional, incluso en países de habla inglesa, era “Le Beaujolais nouveau est arrivé!” (literalmente: "¡El Beaujolais nuevo ha llegado!"), pero en 2005 se cambió a "¡Es tiempo de Beaujolais nouveau!". En los Estados Unidos, se promociona como una bebida para el Día de Acción de Gracias, que cae una semana más tarde después de que el vino se haya puesto en el mercado.
Duboeuf sigue siendo el productor más importante de Beaujolais nouveau; a diferencia de las etiquetas "floridas" de sus otros vinos, su Nouveau presenta un colorido diseño abstracto que cambia cada año.

## En la cultura popular
- Le Beaujolais Nouveau est arrivé es una novela de 1975 obra de René Fallet, de la que se hizo una película del mismo título en 1978.
- "Beaujolais Day" es una canción que Fish escribió para Marillion justo antes de dejar la banda. Una demo de la canción aparece en el lanzamiento remasterizado de 1999 de su último álbum Marillion, Clutching at Straws.
- "Beaujolais" es el nombre de una canción de la banda británica The Alan Parsons Project publicada en el álbum Stereotomy cuya letra podría ser una referencia al vino.
- En la película 'Muslo o pechuga' (L' Aile ou la Cuisse) de 1976, con Louis de Funes, el protagonista (de Funes) pide en el lugar más infame este vino, y al probarlo alaba lo bueno que está (presuntamente), terminando la frase con 'pero muy muy nouveau, eh?'.

## Vinos similares
El éxito comercial del Beaujolais nouveau llevó al desarrollo de otros vinos "primeur" en otras partes de Francia, como la AOC Gaillac cerca de Toulouse. Estos vinos se ponen a la venta típicamente el tercer jueves de noviembre, como el Beaujolais nouveau. La práctica se ha extendido a otros países productores como Italia ("vino novello") y España. En Chile durante dos siglos ha existido un vino tradicional conocido como Vino Pipeño, de corta fermentación en grandes fudres (toneles) de madera Raulí, que actualmente está siendo retomado en por chilenos y franceses.